# The Plot in You
The Plot in You est un groupe américain de rock, originaire du comté de Hancock, en Ohio.

## Histoire
Le chanteur Landon Tewers forme The Plot in You en 2010 sous le nom de Vessels en tant que projet musical parallèle à son activité de guitariste au sein de Before their Eyes. Tewers trouve une première formation fixe en la personne des deux guitaristes Josh Childress et Anthony Thoma ainsi que du bassiste Ethan Yoder et du batteur Cole Worden. Après la sortie de leur EP Wife Beater, Tewers reconnait le potentiel du groupe, quitte Before their Eyes et donne au groupe son nom actuel, The Plot in You. Le groupe signe un contrat avec Rise Records.
Au moment de signer avec Rise, Tewers avait déjà commencé à travailler sur des morceaux pour leur premier album. Le résultat est First Born, qui est officiellement publié le 19 avril 2011. En 2011 et 2012, le groupe fait des tournées excessives en Amérique du Nord, jouant avec des groupes comme A Bullet for Pretty Boy, Miss May I, Whitechapel, Within the Ruins, Iwrestledabearonce et Oceano,,. À la fin de l'année 2011, Anthony Thoma annonce se retirer du groupe afin de pouvoir retourner faire des études. Sa dernière tournée est la première tournée australienne du groupe, en première partie de Buried in Verona. Thoma est remplacé à la guitare par Derrick Sechrist, qui était auparavant actif dans A Bullet for Pretty Boy.
En novembre 2012, les musiciens annoncent la sortie de leur deuxième album, Could You Watch Your Children Burn, qui est également publié par Rise Records à la mi-janvier de l'année suivante. Le batteur Cole Worden annonce son départ du groupe après une tournée avec Attack! Attack! afin de pouvoir se concentrer sur son avenir professionnel. Kevin Rutherford, ancien batteur de Like Moths to Flames, remplace Worden. Cependant, il est annoncé que Rutherford n'était plus actif au sein du groupe depuis le milieu de l'année 2014. En tant que batteur de session, Alex Ballow d'Erra aide les musiciens à se produire sur scène.
En 2014, le groupe travaille principalement sur de nouveaux morceaux pour son troisième album. En juillet et août, les musiciens partent en tournée avec Like Moths to Flames, suivie d'une mini-tournée avec Myka Relocate,. En été, The Plot in You annonce sa collaboration avec le label Stay Sick Recordings, fondé par le chanteur d'Attila Chris Fronzak. En juillet 2015, Tewers annonce The Plot in You son troisième album, Happiness in Self-Destruction, pour octobre de la même année chez Stay Sick Recordings,. En février et mars 2016, le groupe effectue une nouvelle tournée de concerts aux États-Unis en première partie de Blessthefall et Miss May I.
Le 1er juin 2017, The Plot in You annonce qu'il fera partie de la septième édition de la série Punk-Goes et qu'il reprendrait le morceau Let It Go de James Bay. Deux semaines plus tard, le groupe sort le morceau Feel Nothing et annonce sa signature chez Fearless Records. À la mi-novembre, le quatrième album, Dispose, est annoncé pour une sortie en février. À partir du 28 février 2018, le groupe effectue une tournée aux États-Unis avec We Came as Romans, qui se termine le 8 avril 2018.

## Style musical
Jusqu'à la sortie de leur quatrième album Dispose, le groupe était connu pour son son typiquement metalcore, qui comprenait des screamings, des breakdowns durs et une intensité provoquant le moshing. Sur Dispose, les screamings sont de plus en plus relégués au second plan au profit d'un chant clair vulnérable d'inspiration RnB. La dureté musicale est toujours présente sur Dispose, mais elle est contrebalancée par l'utilisation de samples électroniques, de refrains de haute volée et de structures mélodiques accrocheuses.

## Discographie

### Albums studio
- 2011 : First Born (Rise Records)
- 2013 : Could You Watch Your Children Burn (Rise Records)
- 2015 : Happiness in Self-Destruction (Stay Sick Recordings)
- 2018 : Dispose (Fearless Records)
- 2021 : Swan Song

### EP
- 2010 : Wife Beater (sous le nom de Vessels)

### Singles
- 2017 : Feel Nothing ( Or aux États-Unis[18])